# Áxion
O áxion (português brasileiro) ou axião (português europeu) é uma partícula elementar hipotética, proposta por Roberto Peccei e Helen Quinn, na chamada teoria de Peccei-Quinn, como uma solução para a violação CP, em cromodinâmica quântica. Se os áxions existirem e tiverem uma massa baixa dentro de uma faixa específica, eles podem ser um possível componente da matéria escura fria.

## Pesquisa
Os áxions são provavelmente a melhor explicação para a matéria escura e sua busca tem sido o foco de um esforço experimental em larga escala. Há uma corrida para chegar a novas ideias para descobrir os áxions em todas as áreas onde poderia estar escondido.

### Plasmas
Um estudo propõe que, dentro de um campo magnético, os áxions gerariam um pequeno campo elétrico que poderia ser usado para produzir oscilações no plasma. Basicamente, encontrar o áxion é como sintonizar um rádio: é preciso sintonizar a antena até encontrar a frequência certa. Ao invés de música, os cientistas experimentais seriam recompensados com o ‘som’ da matéria escura que a Terra estaria atravessando.

### Procura por axions
Os físicos prevêem que, se eles existem, devem ser produzidos em ambientes extremos, como os núcleos de estrelas no precipício de uma supernova. Quando essas estrelas expelem axions para o universo, as partículas, ao encontrar qualquer campo magnético circundante, devem se transformar brevemente em fótons e potencialmente se revelar. Os físicos do MIT têm procurado por axions em Betelgeuse devido à sua morte iminente. Betelgeuse deveria ser uma fábrica natural de áxions, constantemente produzindo partículas enquanto a estrela se queima. No entanto, quando em 2021 a equipe procurou as assinaturas esperadas de axions, na forma de fótons na faixa de raios-X, a busca não deu em nada. Seus resultados excluem a existência de axions ultraleves que podem interagir com fótons em uma ampla gama de energias.